# 2025年卡塔通博襲擊
哥倫比亞時間2025年1月16日，民族解放軍武裝分子在哥倫比亞卡塔通博地區發動多次襲擊。作為卡塔通博戰役的一部分，這些襲擊已導致至少100人喪生，另有多人受傷、被綁架或流離失所。

## 背景
卡塔通博戰役自2018年1月起成為當地民兵派系間的持續暴力衝突，也是毒品戰爭的一部分。該戰役源於由胡安·曼努埃爾·桑托斯主政的哥倫比亞政府與哥倫比亞革命武裝力量於2016年達成的和平協議，目的是結束哥倫比亞內戰。2019年8月，經人權觀察調查後，這場戰役的存在才被正式披露。哥倫比亞媒體稱，該戰役已直接影響約145000人，而人權觀察的估計數字高達300000人。

## 襲擊
民族解放軍此次襲擊的目標是哥倫比亞革命武裝力量第33前線的不同政見者，這些成員在哥倫比亞革命武裝力量停止武裝行動後依然持續作戰。北桑坦德省省長威廉·維拉米扎·拉瓜多表示，襲擊中有平民被扣押，約20多人受傷，約20000人因暴力衝突而流離失所，初步估計死亡人數超過80人。他對此形容當地人道局勢「極為嚴峻」。政府報告指出，遇害者中包括社區領袖卡梅洛·格雷羅和7名試圖達成和平協議的人。
據稱，3名參與和平談判的人員也遭到綁架。民族解放軍武裝分子據傳指控平民為哥革武持不同政見者的合作者，將人員從家中強行帶走，甚至在街頭槍決。政府部隊成功解救數十名平民，並協助他們撤離衝突區域。
1月20日，因暴力持續升級，死亡人數已突破100人。隨後在1月21日，政府宣佈全國進入內部騷亂狀態，並對民族解放軍游擊隊展開大規模軍事攻勢。當天，哥倫比亞革命武裝力量第33前線的14名成員在北桑坦德省埃爾塔拉和蒂布市鎮向政府軍投降，其中包括一名未成年者，他們的武器隨即被繳收。軍方則持續在該地區進行進攻行動。1月22日，檢察總長恢復對31名民族解放軍領導人的逮捕令，其中包括多名曾參與和平談判的成員。

## 後續
哥倫比亞當局已在卡塔通博地區部署超過5000名軍人，並計劃向奧卡尼亞和蒂布的流離失所者提供10公噸（9.8長噸；11短噸） 食品及衛生用品包。哥倫比亞軍方動用直升機，救援並撤離了數十名平民和動物。
截至1月20日，約19800人因暴力流離失所，其中有11000人逃往庫庫塔市。
同日，哥倫比亞總統古斯塔沃·佩特羅宣佈卡塔通博地區進入緊急狀態。
哥倫比亞檢察總署指出，暴力事件導致約46000名兒童無法開始新學年，流離失所者中有約35%為未成年人。

## 反應

### 國內
1月17日，哥倫比亞總統古斯塔沃·佩特羅因襲擊事件宣佈中止與民族解放軍的和平談判。政府要求該組織立即停止一切襲擊行動，並允許政府機構進入卡塔通博地區提供人道援助。面對民族解放軍的衝突，佩特羅明確表示，該組織已「選擇了戰爭之路，那麼他們將面對一場戰爭」。
1月18日，奧卡尼亞市開放市立體育館接收國內流離失所者，並敦促中央政府宣布緊急狀態以應對當前危機。
1月20日，佩特羅表示計劃進一步宣佈經濟緊急狀態和國內騷亂狀態，這將賦予政府額外權力以恢復當地的公共秩序。塞薩爾省政府則向與卡塔通博接壤的貢薩萊斯和里奧德奧羅小鎮運送人道援助，為預期的大量難民做準備。庫庫塔市市長豪爾赫·阿塞韋多表示，自衝突爆發以來，已有超過11000名流離失所者抵達該市，並呼籲中央政府提供更多支持。此外，1月19日，庫庫塔的桑坦德將軍體育場被改建為難民收容所。
同日，布卡拉曼加的市府官員表示，將評估設立臨時難民營的可能性，並同時向卡塔通博地區運送人道援助物資。
哥倫比亞能源公司Ecopetrol則宣佈，將限制卡塔通博地區的蒂布油田和薩爾迪納塔天然氣廠的作業與人員流動。

### 國際
1月19日，委內瑞拉內政部表示，已在蘇利亞州邊境城鎮赫蘇斯瑪利亞森普倫市協助812名難民。